# Un tas de petites choses
Un tas de petites choses est une œuvre d'André Caplet composée pour piano à quatre mains. 

## Présentation
Un tas de petites choses est un recueil de cinq pièces pour piano à quatre mains publié par Durand & Cie en 1925 et dédié « pour les enfants bien sages ».  
Les morceaux constituant le cahier ont été composés par Caplet en diverses périodes : 1901, 1919 et 1925.  
Les deux parties de piano ne sont pas d'égales forces : la partie supérieure, pour les « petites mains », n'utilise que les cinq doigts de la main placés invariablement sur do, ré, mi, fa et sol (donc toujours en do majeur) sans déplacements, tandis que la partie inférieure, pour « les autres », est en revanche contrapuntiquement développée et harmonisée en plusieurs tonalités.

## Structure
Les différentes pièces constituant le recueil s'intitulent :
1. « Une petite berceuse » en ré bémol majeur – Sommeillant mais sans lenteur, à
2. « Une petite danse slovaque » en si mineur – Pas vite et bien rythmé, à
3. « Une petite barcarolle » en la majeur – Avec nonchalance, à
4. « Une petite marche bien française » en si bémol majeur – Tricolore et très allègre, à
5. « Un petit truc embêtant » en si majeur – Le plus vite possible, mais très à 3 temps, à

La durée moyenne d'exécution d'Un tas de petites choses est de dix minutes environ.

## Discographie
- Floraison du piano à quatre mains en France par Christian Ivaldi et Noël Lee (piano) (1980, Arion ARN 268170) (OCLC 30524893) — avec des œuvres d'Emmanuel Chabrier, Georges Bizet, Camille Saint-Saëns, Erik Satie, etc.
- Musique française pour piano à 4 mains par Philippe Corre et Édouard Exerjean, piano (juin, juillet et septembre 1986, Le Chant du Monde LDC 278.849/50) (OCLC 871950146) — avec les Jeux d'enfants de Georges Bizet, Dolly de Gabriel Fauré, Ma mère l'Oye de Maurice Ravel et des œuvres de Désiré-Émile Inghelbrecht, Déodat de Séverac, Darius Milhaud, etc.
- Duos français par Marylène Dosse et Annie Petit, piano (1987, Pantheon) (OCLC 22433963) — avec des œuvres d'Emmanuel Chabrier, Georges Bizet, Vincent d'Indy, etc.

### Partition
- André Caplet, Un tas de petites choses, Paris, Durand & Cie, 1925, 45 p. (OCLC 65987279)

### Ouvrages
- Roy Howat, « Un tas de petites choses et de petits mystères pour quatre mains », dans Denis Herlin et Cécile Quesney, André Caplet : compositeur et chef d'orchestre, Paris, Société française de musicologie, 2020 (ISBN 978-2-853-57269-9), p. 375-384.